# Ligne Nishi-Kyūshū
La ligne Nishi-Kyūshū (西九州線, Nishi-Kyūshū-sen) est une ligne ferroviaire située dans les préfectures de Nagasaki et Saga au Japon. Elle relie la gare d'Arita à celle de Sasebo. La ligne est exploitée par la compagnie Matsuura Railway.

## Histoire
La première section de la ligne est ouverte en 1896 entre Saza et Sechibaru par une compagnie minière. 
En 1898, le chemin de fer Imari ouvre la section Arita - Imari. Cette ligne est nationalisée en 1907. Elle est ensuite prolongée par étapes de 1930 à 1939 jusqu'à Senryūgataki.
La section Hidariishi - Ainoura est ouverte par le chemin de fer léger Sasebo en 1920. La ligne est prolongée à Saza en 1931 et à Sasebo en 1935. La ligne est complétée en 1945.
En 1988, la ligne est transférée à la compagnie privée Matsuura Railway.

## Caractéristiques

### Ligne
- Longueur : 93,9 km
- Écartement : 1 067 mm
- Nombre de voies : Voie unique

### Liste des gares

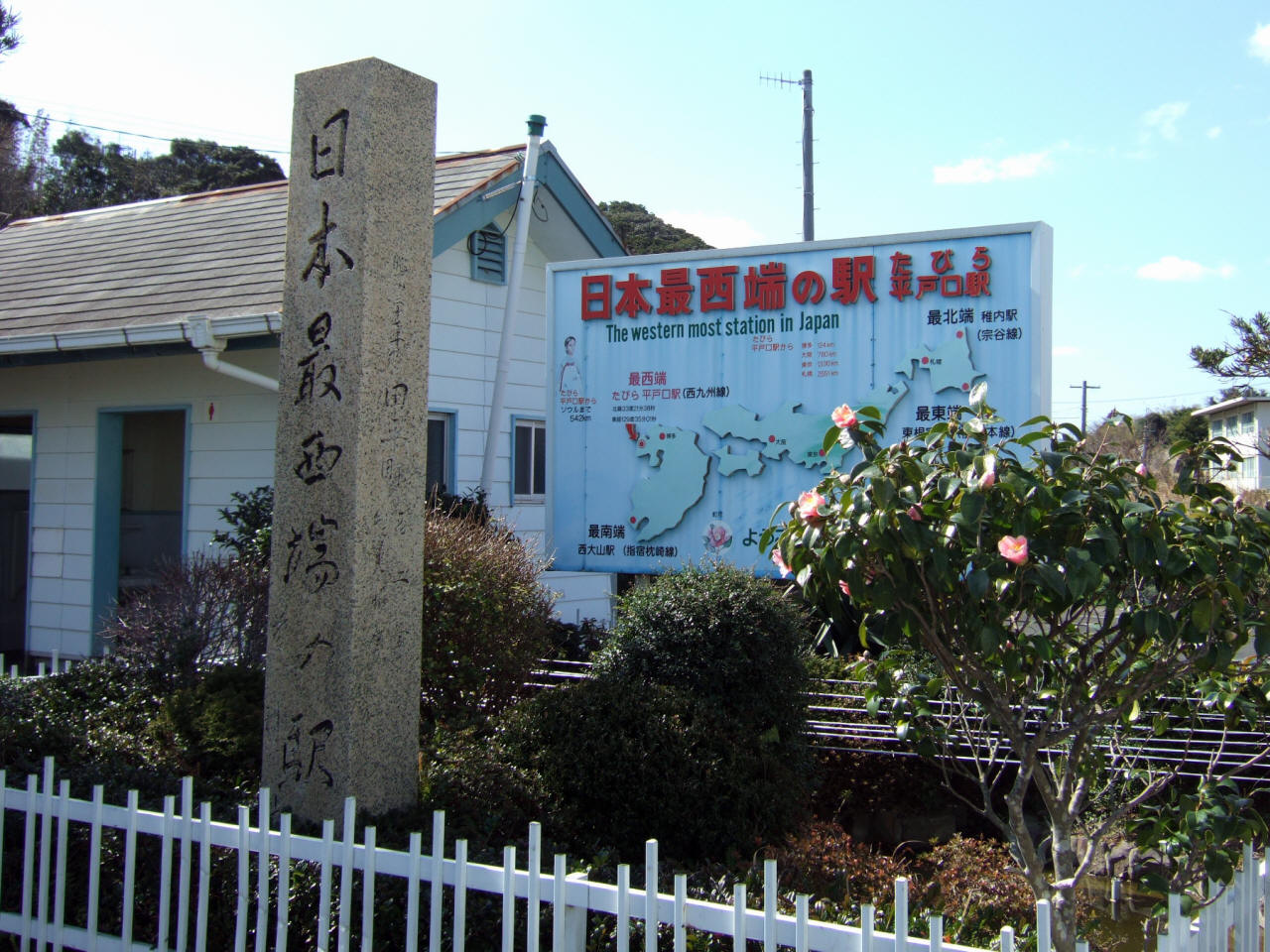
Tabira-Hiradoguchi, la gare la plus à l'ouest du Japon.

La ligne comporte 57 gares.
| Gare                     | Nom japonais | Distance (km) | Correspondances     | Localisation | Localisation           |
| ------------------------ | ------------ | ------------- | ------------------- | ------------ | ---------------------- |
| Arita                    | 有田         | 0             | JR Kyushu : Sasebo  | Arita        | Préfecture de Saga     |
| Midaibashi               | 三代橋       | 1,7           |                     | Arita        | Préfecture de Saga     |
| Kurogō (ja)              | 黒川         | 2,8           |                     | Arita        | Préfecture de Saga     |
| Zōshuku                  | 蔵宿         | 3,8           |                     | Arita        | Préfecture de Saga     |
| Nishi-Arita              | 西有田       | 4,8           |                     | Arita        | Préfecture de Saga     |
| Ōgi                      | 大木         | 6,1           |                     | Arita        | Préfecture de Saga     |
| Yamadani                 | 山谷         | 7,0           |                     | Arita        | Préfecture de Saga     |
| Meotoishi                | 夫婦石       | 7,9           |                     | Arita        | Préfecture de Saga     |
| Kanatake                 | 金武         | 9,8           |                     | Imari        | Préfecture de Saga     |
| Kawahigashi              | 川東         | 11,6          |                     | Imari        | Préfecture de Saga     |
| Imari                    | 伊万里       | 13,0          | JR Kyushu : Chikuhi | Imari        | Préfecture de Saga     |
| Higashi-Yamashiro        | 東山代       | 16,3          |                     | Imari        | Préfecture de Saga     |
| Sato                     | 里           | 17,5          |                     | Imari        | Préfecture de Saga     |
| Kusuku                   | 楠久         | 18,6          |                     | Imari        | Préfecture de Saga     |
| Naruishi                 | 鳴石         | 20,0          |                     | Imari        | Préfecture de Saga     |
| Kubara                   | 久原         | 21,7          |                     | Imari        | Préfecture de Saga     |
| Haze                     | 波瀬         | 22,8          |                     | Imari        | Préfecture de Saga     |
| Uranosaki                | 浦ノ崎       | 24,8          |                     | Imari        | Préfecture de Saga     |
| Fukushimaguchi           | 福島口       | 25,3          |                     | Imari        | Préfecture de Saga     |
| Imabuku (ja)             | 今福         | 27,5          |                     | Matsuura     | Préfecture de Nagasaki |
| Takashimaguchi           | 鷹島口       | 28,7          |                     | Matsuura     | Préfecture de Nagasaki |
| Maehama                  | 前浜         | 32,4          |                     | Matsuura     | Préfecture de Nagasaki |
| Tsukinokawa              | 調川         | 33,5          |                     | Matsuura     | Préfecture de Nagasaki |
| Matsuura                 | 松浦         | 35,6          |                     | Matsuura     | Préfecture de Nagasaki |
| Matsuura Hatsudensho-mae | 松浦発電所前 | 38,2          |                     | Matsuura     | Préfecture de Nagasaki |
| Mikuriya                 | 御厨         | 41,6          |                     | Matsuura     | Préfecture de Nagasaki |
| Nishikoba                | 西木場       | 44,4          |                     | Matsuura     | Préfecture de Nagasaki |
| Higashi-Tabira           | 東田平       | 46,3          |                     | Hirado       | Préfecture de Nagasaki |
| Naka-Tabira              | 中田平       | 48,1          |                     | Hirado       | Préfecture de Nagasaki |
| Tabira-Hiradoguchi       | たびら平戸口 | 51,2          |                     | Hirado       | Préfecture de Nagasaki |
| Nishi-Tabira             | 西田平       | 53,8          |                     | Hirado       | Préfecture de Nagasaki |
| Suetachibana             | すえたちばな | 58,1          |                     | Sasebo       | Préfecture de Nagasaki |
| Emukae-Shikamachi        | 江迎鹿町     | 60,0          |                     | Sasebo       | Préfecture de Nagasaki |
| Takaiwa                  | 高岩         | 61,4          |                     | Sasebo       | Préfecture de Nagasaki |
| Inotsuki                 | いのつき     | 64,9          |                     | Sasebo       | Préfecture de Nagasaki |
| Senryūgataki             | 潜竜ヶ滝     | 66,5          |                     | Sasebo       | Préfecture de Nagasaki |
| Yoshii                   | 吉井         | 68,8          |                     | Sasebo       | Préfecture de Nagasaki |
| Kōda                     | 神田         | 70,3          |                     | Saza         | Préfecture de Nagasaki |
| Seihō-Koukou-Mae         | 清峰高校前   | 72,4          |                     | Saza         | Préfecture de Nagasaki |
| Saza                     | 佐々         | 74,0          |                     | Saza         | Préfecture de Nagasaki |
| Koura                    | 小浦         | 75,8          |                     | Saza         | Préfecture de Nagasaki |
| Masaru                   | 真申         | 77,7          |                     | Sasebo       | Préfecture de Nagasaki |
| Tanagata                 | 棚方         | 78,3          |                     | Sasebo       | Préfecture de Nagasaki |
| Ainoura                  | 相浦         | 79,7          |                     | Sasebo       | Préfecture de Nagasaki |
| Daigaku                  | 大学         | 80,9          |                     | Sasebo       | Préfecture de Nagasaki |
| Kami-Ainoura             | 上相浦       | 81,7          |                     | Sasebo       | Préfecture de Nagasaki |
| Motoyama                 | 本山         | 83,5          |                     | Sasebo       | Préfecture de Nagasaki |
| Nakazato                 | 中里         | 84,0          |                     | Sasebo       | Préfecture de Nagasaki |
| Kaize                    | 皆瀬         | 85,5          |                     | Sasebo       | Préfecture de Nagasaki |
| Nonaka                   | 野中         | 86,2          |                     | Sasebo       | Préfecture de Nagasaki |
| Hidariishi               | 左石         | 87,4          |                     | Sasebo       | Préfecture de Nagasaki |
| Senpukuji                | 泉福寺       | 88,4          |                     | Sasebo       | Préfecture de Nagasaki |
| Yamanota                 | 山の田       | 89,5          |                     | Sasebo       | Préfecture de Nagasaki |
| Kita-Sasebo              | 北佐世保     | 90,6          |                     | Sasebo       | Préfecture de Nagasaki |
| Naka-Sasebo              | 中佐世保     | 92,6          |                     | Sasebo       | Préfecture de Nagasaki |
| Sasebo-Chūō              | 佐世保中央   | 92,8          |                     | Sasebo       | Préfecture de Nagasaki |
| Sasebo                   | 佐世保       | 93,8          | JR Kyushu : Sasebo  | Sasebo       | Préfecture de Nagasaki |